# 470년대
470년대는 470년부터 479년까지를 가리킨다.